# 福岡県道77号筑紫野三輪線
福岡県道77号筑紫野三輪線（ふくおかけんどう77ごう ちくしのみわせん）は、福岡県筑紫野市から朝倉郡筑前町に至る県道（主要地方道）である。

## 概要
国道3号・国道200号および国道386号と並行するルートをたどる。一部は旧国道3号、一部は旧国道200号（長崎街道）である。
国道3号と並行する筑紫野市の永岡立体交差の起点から筑紫交差点までは旧国道3号である。その前後の旧国道3号は市道となっている。国道200号と並行する筑紫交差点から筑前町の山家道交差点までは旧国道200号であり、旧長崎街道筑前六宿の山家（やまえ）宿 - 原田（はるだ）宿の区間である。山家宿は国道200号との重複区間内、原田宿は筑紫交差点から少し南である。

### 路線データ
- 起点：福岡県筑紫野市大字永岡（永岡交差点、国道3号交点）
- 終点：福岡県朝倉郡筑前町新町（依井新町交差点、福岡県道・大分県道112号福岡日田線交点）

## 歴史
- 1993年（平成5年）5月11日 - 建設省から、県道筑紫野三輪線が筑紫野三輪線として主要地方道に指定される[1]。
- 2015年（平成27年）6月6日 - 筑紫野市大字山家から朝倉郡筑前町弥永の約9 kmを結ぶ筑紫野三輪線バイパス（通称・山麓線）が全線開通[2]。
- 2021年（令和3年）2月26日 - 福岡県告示第188号により、バイパスと並行する旧道のうち、朝倉郡筑前町の区間の県道指定が解除され、一部は福岡県道595号山家西小田線の単独区間となる[3]。

## 路線状況

### 重複区間
- 国道200号（朝倉郡筑前町二・山家道交差点 - 筑紫野市大字山家・山家ニュータウン前交差点）
- 福岡県道595号山家西小田線（朝倉郡筑前町砥上・砥上交差点 - 朝倉郡筑前町曽根田・曽根田交差点）
- 福岡県道597号三箇山山隈線（朝倉郡筑前町三並・三並交差点 - 朝倉郡筑前町森山）
- 国道386号（朝倉郡筑前町弥永・弥永西交差点 - 朝倉郡筑前町久光・北新町交差点）

### 道路施設

#### 橋梁
- 下見橋（宝満川、筑紫野市）
- 草場橋（草場川、朝倉郡筑前町）

#### 道の駅
- 筑前みなみの里（朝倉郡筑前町）

## 地理

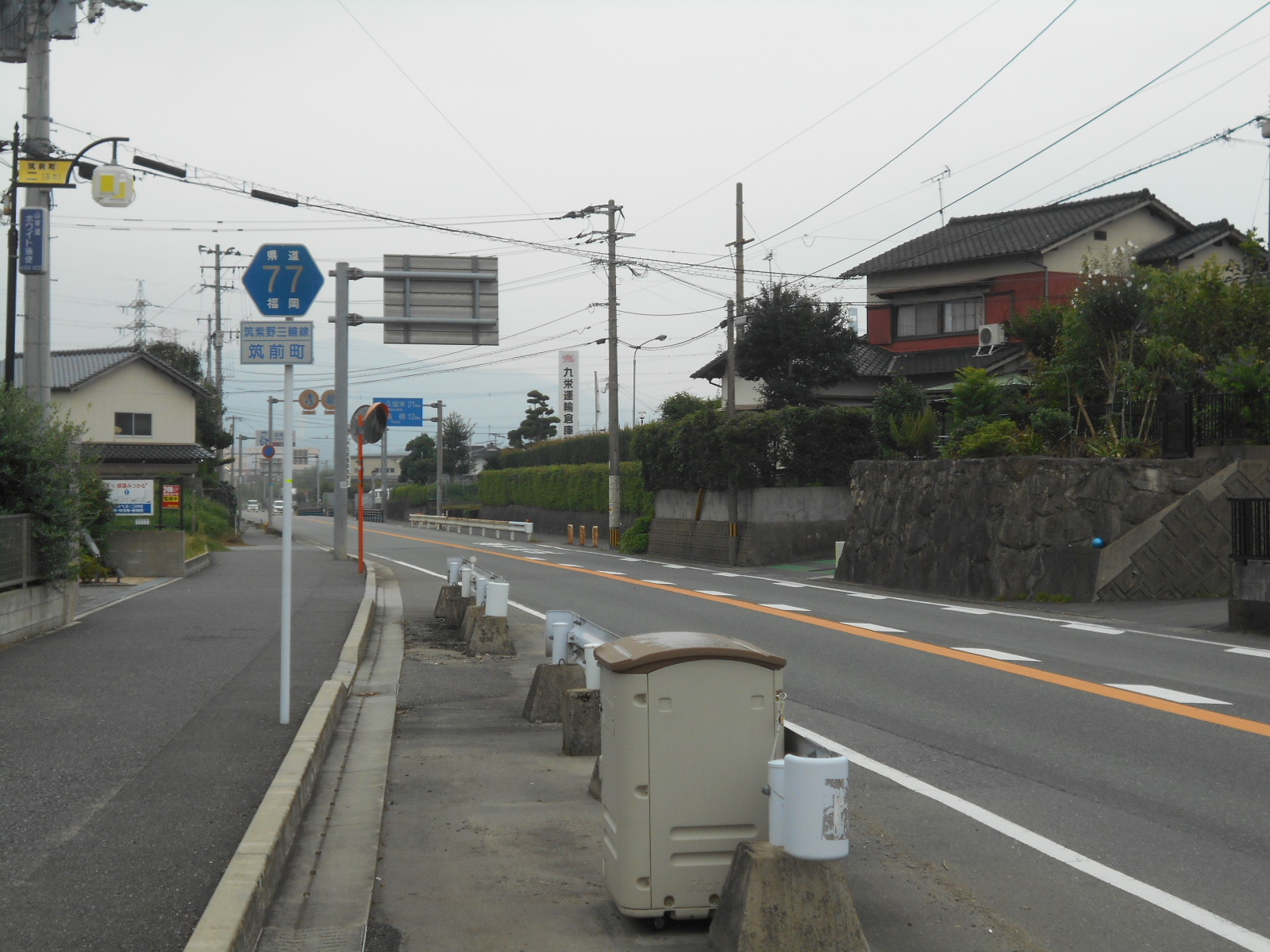

### 通過する自治体
- 筑紫野市
- 朝倉郡筑前町
- 筑紫野市
- 朝倉郡筑前町

### 交差する道路
| 交差する道路                                                     | 市町村名 | 市町村名 | 交差する場所 | 交差する場所                                                                                      |
| ---------------------------------------------------------------- | -------- | -------- | ------------ | ------------------------------------------------------------------------------------------------- |
| 国道3号                                                          | 筑紫野市 | 筑紫野市 | 大字永岡     | 永岡交差点 / 起点                                                                                 |
| 福岡県道53号久留米筑紫野線 / 旧道                                | 筑紫野市 | 筑紫野市 | 大字筑紫     |                                                                                                   |
| 福岡県道53号久留米筑紫野線 / バイパス                            | 筑紫野市 | 筑紫野市 | 大字筑紫     | 下見交差点【北緯33度28分02秒 東経130度33分21秒 / 北緯33.467309度 東経130.555920度】               |
| 国道200号 重複区間起点 福岡県道・大分県道112号福岡日田線         | 朝倉郡   | 筑前町   | 二           | 山家道交差点【北緯33度28分28秒 東経130度33分48秒 / 北緯33.474317度 東経130.563237度】             |
| 国道200号 重複区間終点 福岡県道76号筑紫野太宰府線                | 筑紫野市 | 筑紫野市 | 大字山家     | 山家ニュータウン前交差点【北緯33度29分24秒 東経130度35分08秒 / 北緯33.490128度 東経130.585570度】 |
| 福岡県道595号山家西小田線 重複区間起点                           | 朝倉郡   | 筑前町   | 砥上         | 砥上交差点                                                                                        |
| 福岡県道595号山家西小田線 重複区間終点                           | 朝倉郡   | 筑前町   | 曽根田       | 曽根田交差点                                                                                      |
| 福岡県道597号三箇山山隈線 重複区間起点                           | 朝倉郡   | 筑前町   | 三並         | 三並交差点                                                                                        |
| 福岡県道597号三箇山山隈線 重複区間終点                           | 朝倉郡   | 筑前町   | 森山         |                                                                                                   |
| 国道386号 重複区間起点                                           | 朝倉郡   | 筑前町   | 弥永         | 弥永西交差点【北緯33度26分24秒 東経130度38分43秒 / 北緯33.439950度 東経130.645384度】             |
| 国道386号 重複区間終点                                           | 朝倉郡   | 筑前町   | 久光         | 北新町交差点                                                                                      |
| 福岡県道・大分県道112号福岡日田線 福岡県道594号女男石野町線 重複 | 朝倉郡   | 筑前町   | 新町         | 依井新町交差点 / 終点                                                                             |
| 旧道                                                             |          |          |              |                                                                                                   |
| 国道200号 / 冷水道路（うぐいすロード）                           | 筑紫野市 | 筑紫野市 | 大字山家     | 山家橋東交差点                                                                                    |
| 筑紫野市・筑前町境                                               | 筑紫野市 | 筑紫野市 | 大字山家     | 旧道終点                                                                                          |

### 交差する鉄道
- 鹿児島本線
- 西鉄天神大牟田線

### 沿線
- 西鉄天神大牟田線
  - 桜台駅 - 筑紫駅
- 筑紫野市立筑紫小学校
- 筑紫野市立筑山中学校
- JR九州筑豊本線 筑前山家駅
- 筑前町立三並小学校
- 筑前町立三輪小学校
- 筑前町役場総合支所